# Schinia volupia

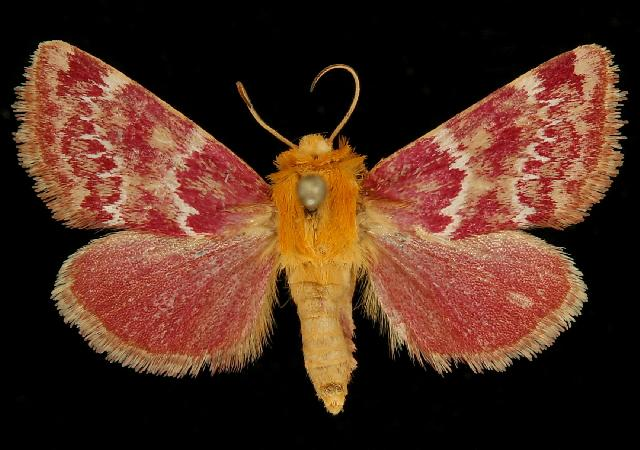
Präparat

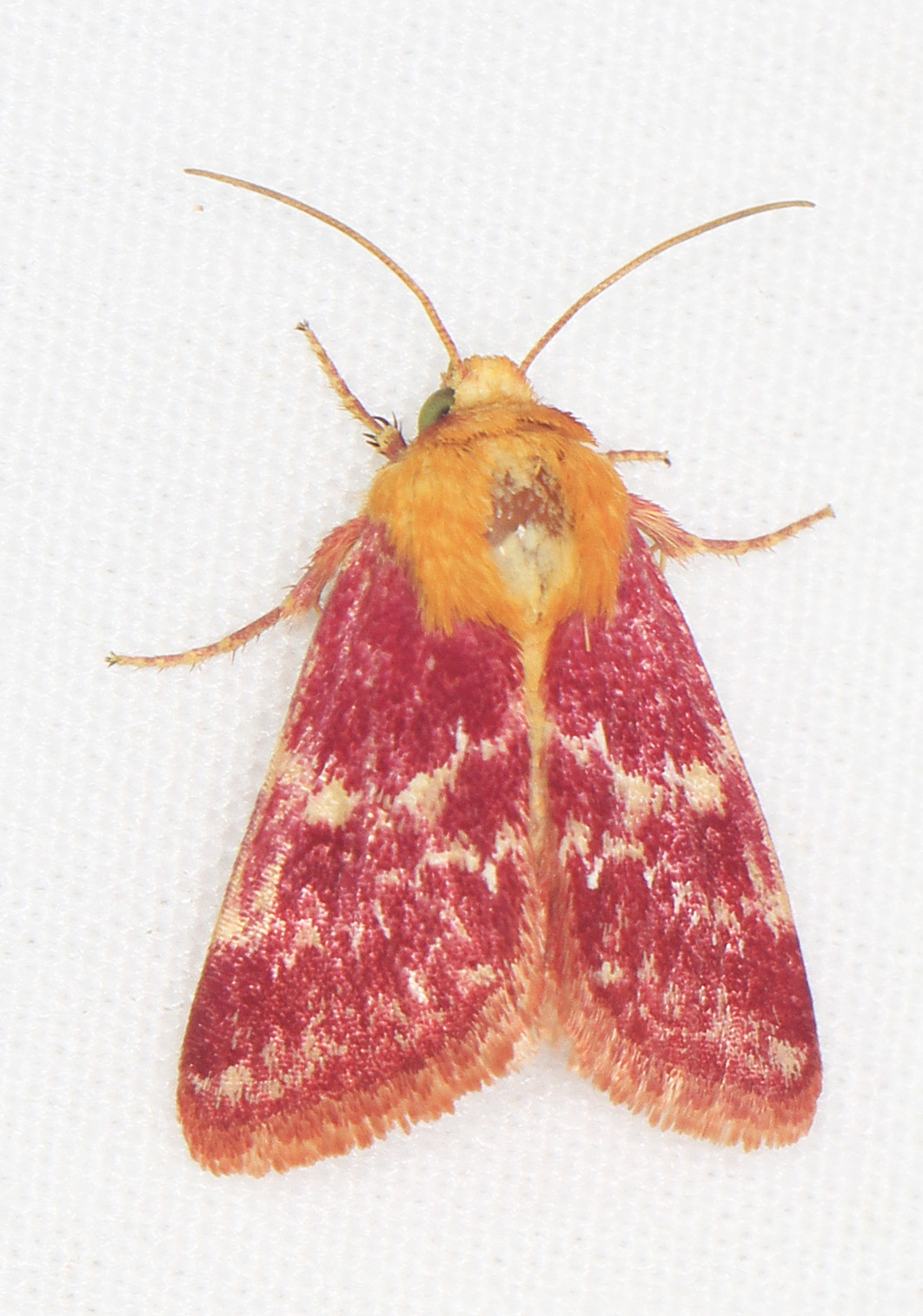
Falter in Ruhestellung

Schinia volupia ist ein überwiegend in Nordamerika vorkommender Schmetterling (Nachtfalter) aus der Familie der Eulenfalter (Noctuidae).

## Merkmale

### Falter
Die Falter erreichen eine Flügelspannweite von 20 bis 22 Millimetern. Zwischen den Geschlechtern besteht farblich nur ein geringer Unterschied. Die Grundfarbe der Vorderflügeloberseite variiert bei beiden Geschlechtern von Rubinrot bis zu Rostrot. Die innere sowie die äußere Querlinie haben eine weiße oder hellgelbe Farbe und sind stark gezackt. In der Diskalregion heben sich zuweilen einige gelbliche Einmischungen ab. Die Wellenlinie ist weißlich oder gelblich und meist undeutlich ausgebildet. Ring- und Nierenmakel sind nicht erkennbar oder nur angedeutet. Die Hinterflügeloberseite der Männchen ist einfarbig rötlich, bei den Weibchen dunkelbraun bis dunkel rotbraun. Der Thorax ist schopfartig kräftig gelb behaart.

### Raupe
Ausgewachsene Raupen haben eine cremig weiße Farbe. Sie sind mit vielen rotbraunen Längslinien versehen. Die Stigmen sind schwarz, das erste Körpersegment zeigt drei große dunkelbraune Flecke.

### Ähnliche Arten
Die Falter von Schinia fulleri, Schinia sanrafaeli, Schinia miniana und Schinia biforma sind aufgrund äußerer Merkmale kaum voneinander zu unterscheiden. DNA-Barcoding-Analysen und genitalmorphologische Untersuchungen sind zur eindeutigen Bestimmung notwendig. Solche Untersuchungen zeigten auch, dass die lange Zeit als eigenständig betrachtete Schinia masoni nun als Unterart von Schinia volupia betrachtet wird. Zur weiteren Klärung können auch die Verwendung unterschiedlicher Nahrungspflanzen sowie regionale Verbreitungskarten zur Zuordnung der Arten unterstützend hinzugezogen werden.

## Verbreitung und Vorkommen
Schinia volupia kommt in der Mitte der Vereinigten Staaten vor. Das Verbreitungsgebiet erstreckt sich von Wyoming im Norden bis in den Süden von Texas. Einzelfunde wurden auch aus dem Norden Mexikos gemeldet. Die Art bewohnt bevorzugt Wiesen und Grasflächen, auf denen die Wirtspflanze wächst.

## Lebensweise
Die Falter sind überwiegend nachtaktiv. Sie fliegen in einer Generation zwischen März und September. Ihre Hauptflugzeit umfasst die Monate April bis Juni. Tagsüber ruhen sie gerne auf Blüten, von denen sie sich aufgrund ihrer Färbung kaum abheben, nachts besuchen sie künstliche Lichtquellen. Die Raupen leben an der zu den Kokardenblumen (Gaillardia) zählenden Gaillardia pulchella oder Gaillardia aristata. Bevorzugt ernähren sie sich von den Blütenblättern und Samen ihrer Wirtspflanze.